# Відрядна форма оплати праці
Відря́дна фо́рма опла́ти пра́ці — оплата праці, яка прямо залежить від кількості виробленої продукції.

Відрядна оплата праці має такі різновиди :
1. пряма відрядна;
2. відрядно-преміальна;
3. відрядно-прогресивна;
4. акордна;
5. побічно-відрядна.

- При прямій відрядній системі виплата заробітної плати прямо пропорційна кількості виробленої продукції чи виконаної роботи. Помноживши відрядну розцінку на обсяг вироблення, визначають розмір заробітної плати.
- Відрядно-преміальна система оплати праці відрізняється від прямої відрядної системи тим, що робітником, крім заробітної плати по основних відрядних розцінках, виплачують премії по встановленій шкалі за ті чи інші якісні і кількісні показники роботи. Такими показниками звичайно бувають: перевиконання норм виробітку, підвищення якості продукції, відсутність браку тощо.
- При відрядно-прогресивній системі частина продукції чи робіт, випущеної чи здійсненої в зв'язку з перевиконанням установлених норм, оплачують за підвищеними розцінками.
- Акордною формою називають відрядну оплату праці за кінцеві результати виробництва, тобто за виконання у визначений термін закінченого комплексу (циклу) робіт (готовий будівельний об'єкт, монтаж обладнання та ін.). Акордна система оплати праці вводиться для посилення матеріальної зацікавленості у скороченні строків виконання робіт без зниження їх якості.
- Побічно-відрядна система заробітної плати, як правило, застосовується для оплати праці допоміжних робітників, які обслуговують основне виробництво, їх заробіток визначається за відрядними розцінками, що встановлені на одиницю продукції, виготовлену робітниками основного виробництва.

Переважно заробітна плата нараховується і виплачується індивідуально кожному працівнику. Разом з тим існує колективна форма організації праці, яка застосовується в бригаді. При бригадній формі організації праці заробіток кожного члена бригади визначається на підставі загальних результатів роботи бригади. Загальний колективний заробіток бригади розподіляється між членами бригади відповідно до їх кваліфікації і відпрацьованого часу. При цьому застосовується коефіцієнт трудової участі.
Умовами, що визначають доцільність застосування відрядної форми оплати праці, є такі:
- необхідність стимулювання до збільшення виробітку продукції і скорочення чисельності працівників за рахунок інтенсифікації їхньої праці;
- реальна можливість застосування технічно обґрунтованих норм;
- наявність у працівників реальної можливості збільшувати виробіток понад встановлену норму за існуючих організаційно-технічних умов виробництва;
- можливість і економічна доцільність розроблення норм праці та обліку виробітку працівників, тобто витрати на нормування робіт і їхній облік мають перекриватися економічною ефективністю збільшення виробітку;
- відсутність негативного впливу цієї форми оплати на якість продукції, рівень дотримання технологічних режимів і вимог техніки безпеки, раціональність використання матеріальних ресурсів.